# Micromelalopha haemorrhoidalis
Micromelalopha haemorrhoidalis är en fjärilsart som beskrevs av Sergius G. Kiriakoff 1963. Micromelalopha haemorrhoidalis ingår i släktet Micromelalopha och familjen tandspinnare. Inga underarter finns listade i Catalogue of Life.